# Mamerthes uniformis
Mamerthes uniformis là một loài bướm đêm trong họ Noctuidae.